# Churra (Murcia)
Churra es una pedanía perteneciente al municipio de Murcia (España). Cuenta con una población de 8.917 habitantes (INE de 2021) y una extensión de 5,6 km². Su distancia al centro de Murcia es de 3,5 kilómetros y se encuentra a una altitud de 57 metros sobre el nivel del mar. 
En territorio de la pedanía se encuentra el centro comercial de Ikea Murcia, así como los centros Thader y Nueva Condomina, con el estadio Enrique Roca.

## Geografía
La pedanía se encuentra a una distancia de 3,5 km al norte de Murcia. Ocupa un área de aproximadamente 5,6 km². La altitud media es de 57 metros sobre el nivel del mar.
Limita con un municipio y tres pedanías de Murcia:
- Al norte: municipio de Molina de Segura
- Al este: Cabezo de Torres
- Al oeste: El Puntal
- Al sur: Santiago y Zaraiche

Los núcleos principales de la pedanía son Churra, El Castellar, la Senda de Granada y Torre Alcayna. También se encuentran en terrenos de la pedanía la urbanización La Ladera y los nuevos barrios en torno a la avenida Juan de Borbón al norte de Santiago y Zaraiche (plaza Ortiz de Zárate, plaza de los Cubos...)

## Clima
El clima de Churra es mediterráneo semiárido, ya que se encuentra muy cerca de este mar. Destaca con inviernos suaves (con temperatura media en enero de 10 °C)
y veranos calurosos (la temperatura media en agosto es de casi 27 °C).
|                         | media anual | ene  | feb  | mar  | abr  | may  | jun  | jul  | ago  | sep  | oct  | nov  | dic  |
| ----------------------- | ----------- | ---- | ---- | ---- | ---- | ---- | ---- | ---- | ---- | ---- | ---- | ---- | ---- |
| Temperatura máxima (°C) | 24,4        | 16,4 | 18,2 | 20,4 | 22,5 | 25,8 | 30,0 | 33,4 | 33,6 | 30,2 | 25,0 | 20,0 | 17,0 |
| Temperatura mínima (°C) | 11,2        | 3,9  | 5,2  | 6,7  | 8,7  | 12,2 | 16,2 | 19,0 | 19,9 | 16,9 | 12,7 | 8,2  | 5,2  |

## Historia
La mayor parte de la Historia de Churra va estrechamente unida a Murcia y su Huerta desde el momento de su fundación.

### Fundación
Churra fue fundada en la Edad Media, en plena ocupación musulmana de la península ibérica. Los fundadores le dieron el nombre de Sharat (en árabe, شرات), que en árabe significa sierra. Como muchas otras de las pedanías murcianas nació a partir de una de las numerosas parcelas de cultivo que empezaron a poblarse tras la fundación, en el siglo IX, de Mursiya (en árabe: مرسية), la actual Murcia.
Sharat, en un principio se refería a toda la zona que hoy abarcan Churra, Cabezo de Torres y Espinardo. La zona de confluencia de los ríos Segura y Guadalentín, donde hoy se extienden Murcia y todas las pedanías circundantes, era una zona inhabitable en el siglo VIII, cuando los musulmanes llegaron a la Península. Fueron los invasores quienes, mediante un avanzado sistema de riego (que continuaba el que ya iniciaran los romanos), consiguieron convertir la zona en tierras fértiles y habitables. Fue así como comenzaron a aparecer diversas pequeñas poblaciones de carácter eminentemente agrícolas. El origen del centro urbano se encontraba en lo que hoy en día se conoce como la Acequia de Churra la Vieja. Esta era una acequia menor que provenía de otras dos más importantes: Aljufia y Alquibla, ambas provenientes de al-Azud, cerca de la actual población de Javalí Viejo.

### Siglos IX-XV
Bajo el dominio andalusí, el núcleo continuó siendo habitada por unos pocos pobladores agrupados alrededor de la Acequia Churra la Vieja. La época de mayor esplendor de Murcia y sus huertas se alcanzó durante el reinado de Ibn Mardanis, El Rey Lobo, quien gobernó el reino de Mursiya hasta 1172.

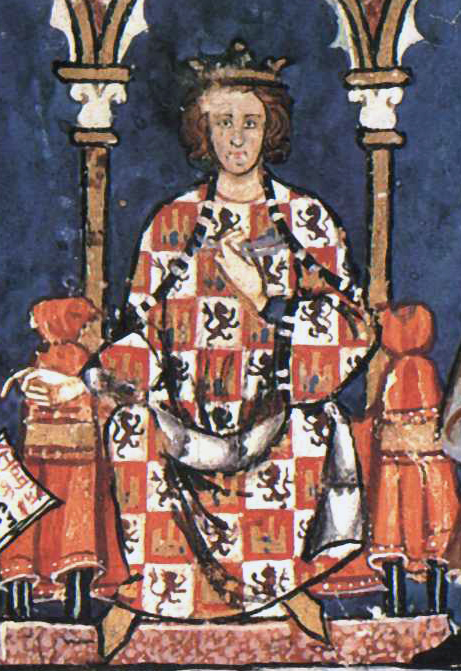
Alfonso X El Sabio conquistó Murcia en 1243.

El Infante Alonso de Castilla conquistó Murcia a los musulmanes en 1243. Según el tratado de Cazorla la reconquista de Murcia había recaído en los castellanos, aunque fue necesaria la ratificación en 1244, mediante el tratado de Almizra. En 1304 Churra se convirtió en la línea divisoria entre las tierras entregadas a cristianos venidos sobre todo desde Aragón y las concedidas a los musulmanes que ya habitaban la zona. Durante los siglos XIV y XV Churra era un centro de paso para todo aquel que quisiera ir desde Cartagena a Molina y adentrarse en La Mancha hasta Toledo. Por Churra pasaba una carretera de primer orden que con el tiempo, y en toda la zona de los alrededores de Murcia, acabó conociéndose como Camino de Churra. Este camino fue usado por los Reyes Católicos en su camino hacia Granada en el año 1488.
Toda la Huerta de Murcia vivió una etapa de prosperidad con la derrota del Reino de Granada en 1492 y la unificación de España. Churra vivió un importante aumento de población debido al aumento de tierras de cultivo y construcción de alquerías. A esto se sumó la reforma del cauce del río Segura, que aseguró el constante flujo de agua en las acequias.

### SiglosXVIyXVII
Churra disfrutó de otro gran incremento demográfico y económico durante todo el siglo XVI gracias a la creciente importancia del comercio de la seda, que llegó a alcanzar una gran importancia en la localidad. A principios del siglo XVII había florecido la población morisca gracias al desarrollo de esta industria, la cual vivía pacíficamente con los cristianos venidos de otros reinos de España e incluso Europa. Sin embargo, Churra, al igual que toda la región, se vio afectada por las numerosas revueltas moriscas que se desarrollaron sobre todo a finales del siglo XVI y principios del XVII y que culminaron con la expulsión de los musulmanes en 1609. Algunos de los musulmanes de Churra se trasladaron al Valle de Ricote de donde aún no habían sido expulsados los moriscos. Esta expulsión provocó un importante descenso de población que, unido a las diversas epidemias de peste y catástrofes naturales (riada de San Calixto, por ejemplo) de mediados de siglo, llevó al declive de la industria. Bastantes tierras tuvieron que ser abandonadas por falta de mano de obra, aunque la población de Churra volvió a ser eminentemente agraria.

### SigloXVIII
Para paliar el descenso de habitantes y el declive de la economía de la zona se comenzaron a llevar a cabo numerosas obras que mejoraron las infraestructuras. Churra se benefició de las obras al construirse en 1701 el puente de Churra. A lo largo de este siglo comenzó una recuperación paulatina de la población que conllevó la mayor importancia económica de la localidad. Según el censo realizado en 1787 por Floridablanca, Churra contaba con 1.495 habitantes. En 1785 fue nombrada Aldea de Realengo y estuvo dirigida por primera vez por un alcalde pedáneo. A partir de entonces figuraba como parte de la parroquia de San Miguel de Murcia.

### SigloXIX

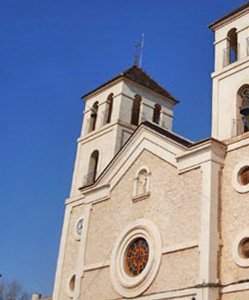
La Iglesia de la Virgen de la Encarnación data del

Durante el Trienio Liberal (1820 – 1823), Churra se segregó del Ayuntamiento de Murcia y obtuvo su propio alcalde. Esto sucedió también en muchas otras pedanías de la zona. La escisión se produjo el 5 de noviembre de 1821, aunque no duró mucho debido a las dificultades económicas que vivía la localidad. El 21 de abril de 1834, por un Real Decreto, Churra, junto a Cabezo de Torres, pasó a depender de Espinardo abandonando la Administración de Murcia. Sin embargo en 1848 el Ayuntamiento de Espinardo perdió su independencia, agregándose al de Murcia. Desde entonces Churra no dejó de ser una pedanía murciana.
Pascual Madoz describió en el Diccionario geográfico-estadístico-histórico de España y sus posesiones de Ultramar de 1850 la pedanía de Churra como una diputación a unos 6 km de Murcia. Estaba habitada por 1.838 personas y se extendía por 1.959 tahúllas de tierra (aproximadamente 2,2 km²).
La economía se basaba en la agricultura de regadío y las plantaciones principales eran la morera, el trigo, el maíz, el pimiento, el aceite y las legumbres. También mantenía cierta pujanza la industria de la seda.
Durante todo el siglo Churra sufrió, junto con Murcia, numerosos altercados. A principios de siglo aportó diversos hombres en el frente de la Guerra de Independencia Española contra los franceses. Después, con la persecución a los liberales, también sufrió diversas refriegas y enfrentamientos entre monárquicos y liberales.
En 1897 se segregó Cabezo de Torres, que hasta el momento había dependido de Churra bajo el nombre de Cabezo de Churra.

### Siglo XX
La población de la pedanía de Churra fue bastante irregular a lo largo de todo el siglo XX. Si bien durante las décadas de los años 40, 50 y 60 vivió un importante aumento demográfico, no había pasado lo mismo en el primer tercio del siglo. En la década de los 80 llegó a sufrir un retroceso demográfico. Con el crecimiento económico de Murcia durante todo el siglo, Churra quedó relegada a un segundo plano. Mientras en la ciudad florecía una población burguesa, Churra, como muchas otras pedanías quedó como un pequeño núcleo de agricultores. Con la llegada de la democracia, Churra se mantuvo como pedanía perteneciente a Murcia y elige democráticamente al alcalde de esta ciudad, quien designa al alcalde pedáneo.

## Patrimonio

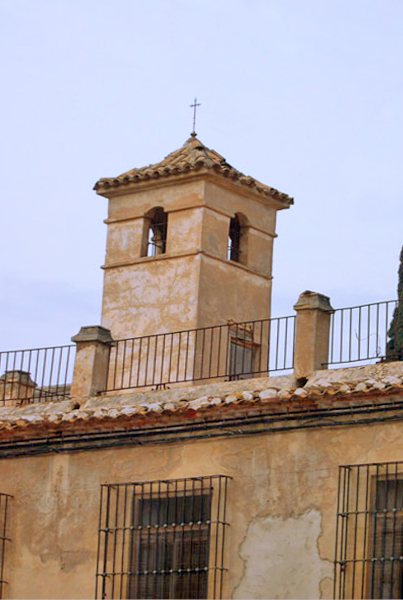
Casa de Torre Alcayna

En Churra destacan tres construcciones destacables: La acequia vieja, la acequia nueva y la Torre Alcayna.

### La acequia vieja
La acequia de Churra la Vieja nace en La Ñora, cerca de la famosa Rueda, en la acequia madre Aljufía. Además de Churra, recorre las pedanías de Guadalupe y Espinardo y Cabezo de Torres, antes de concluir en el azarbe de Monteagudo. Data de la etapa de dominación islámica y coincide con la fundación de ‘’Mursiya’‘ por Abderramán II en el año 825. Tomó gran importancia en el siglo XII cuando sus aguas fueron usadas para regar una serie de palacios y castillos: El Castillo del Cabezo, el Castillejo, el Castillo de Larache y el Castillo de Monteagudo. Es por ello que fue tan importante, ya que tenía un doble función: regadío y abastecer de agua las defensas de la zona. Durante la Edad Moderna y los siglos XIX y XX fue esencial en el gran desarrollo que alcanzaron los cultivos de cítricos y hortalizas. La importancia de esta zona de cultivo es tal que, ante la necesidad de un mayor volumen de agua en el siglo XVI, la acequia de Churra la Vieja se verá ayudada por la construcción de Churra la Nueva.

### La acequia nueva
El origen de la acequia nueva se remonta al dominio romano, aunque su forma actual y las construcciones hidráulicas que se pueden ver hoy en día provienen de la época musulmana. Esta acequia nutre a toda la huerta de Murcia y se ubica en el Heredamiento Mayor del Norte, atravesando además de Churra, las pedanías de Javalí Viejo, La Ñora, Guadalupe y Monteagudo. El primer documento escrito en el que aparece la acequia data del año 1436. En ese documento se usa a la acequia para delimitar tierras. Las aguas que circulaban por la acequia fue motivo de numerosos conflictos entre los regantes de la zona. Esta práctica era tan usual que fue necesario en el siglo XV que el Concejo dictase normas en contra del robo de agua. Se cree que la acequia Nueva con sus 60 brazales, pueden ser el resultado de rectificaciones del trazado del cauce de la acequia vieja para modificar la trayectoria del agua. Hay que destacar que el agua que reparte la acequia proviene directamente el río por lo que ha sido dañada por las numerosas crecidas del río Segura. Por este motivo las demás acequias están amparadas por el Azud cuya función es la retención de esas venidas.

### Torre Alcayna
La Casa de Torre Alcayna se encuentra en la avenida de los Pinos, llamada así porque es donde están plantados unos famosos pinos milenarios de la localidad, lugar por el que arribaron los Reyes Católicos a Murcia en 1488, constituyendo un paraje catalogado dentro del Patrimonio Histórico y Natural de la Región de Murcia. Está junto a la parroquia de Nuestra Señora de la Encarnación. 
Torre Alcayna es una casa que se remonta al siglo XVIII. Está formada por varias partes de dos pisos sobre los que destaca una azotea con barandillas de bella forja. Los muros del edificio son de piedra sin ornamentación salvo en las ventanas, protegidas por elegantes rejas. La puerta de entrada usa el arco de medio punto. La zona de entrada está realizada en madera, cristal y forja. En el interior alberga una capilla, cuya torre se puede ver desde el exterior, cerca de la fachada principal. La parte alta debió de albergar una campana, perdida hoy en día. En el jardín de la casa podemos encontrar una gran variedad de flora autóctona. Actualmente, la casa se encuentra abandonada y en mal estado de conservación, al igual que sucede con los pinos, por la dejadez de las autoridades municipales.

## Naturaleza
Churra se encuentra en la zona norte de la Huerta de Murcia, por lo que el paisaje cercano más destacado es la propia huerta, muy típica en toda la Región. Entre la extensión ocupada por la huerta y los vados de acequias centenarias, se erigen hasta los veinte metros de altura los pinos milenarios de Churra. Los ejemplares de pinos piñoneros se pueden admirar en las inmediaciones de la iglesia de la Virgen de la Encarnación y de la Torre Alcayna.

### Flora
Aparte del paisaje de huerta se puede encontrar vegetación autóctona.
En los bancales suelen aparecer la malva y el vinagrillo y junto a las acequias crecen sisca, olmos, álamos y zarzamoras. Todas estas son plantas características de zonas con bastante agua. También podemos encontrar bastantes ejemplares de pino piñonero, que es la especie natural más importante fuera de la influencia del agua de las acequias. Los piñones de estos pinos son consumidos por los churreros.

### Fauna
La fauna que habita en la zona es la que se puede encontrar en cualquier ambiente huertano. Aves como la abubilla, los verderones y los mirlos son las más comunes en la zona, junto a tórtolas y palomas, que encuentran cobijo
entre los pinos milenarios. También podremos notar la presencia de alguna lechuza que obtiene cobijo en las antiguas casas de Churra, aunque es más esquiva que otras aves. En las noches de primavera y verano oiremos el repetitivo sonido del autillo. Junto a las acequias también se pueden encontrar numerosos sapos y ranas.

## Economía, servicios y transportes

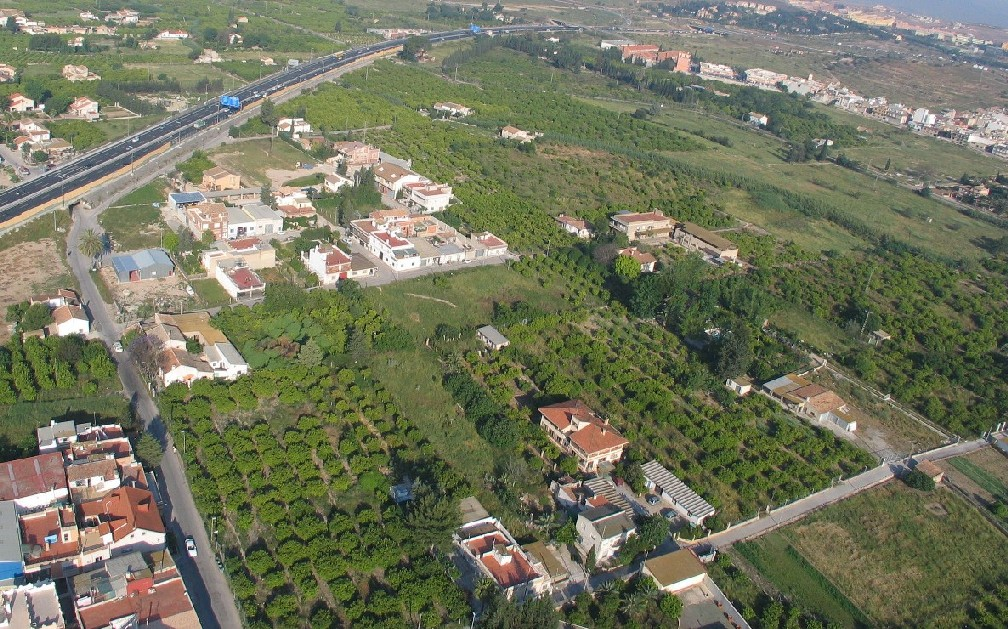
Vista aérea de la Huerta de Murcia.

Al igual que la mayoría de las pedanías que rodean a Murcia, la economía de Churra se ha basado a lo largo de su historia en la agricultura. Los productos más importantes, históricamente han sido el maíz, las legumbres, el pimiento, el aceite y la seda. Este último fue durante los siglos XVII y XVIII el pilar industrial de la economía de la pedanía. Sin embargo, actualmente se ha producido un importante cambio hacia la agricultura de frutales, especialmente cítricos y melocotoneros.
En las últimas décadas del siglo XX, la agricultura ha perdido mucha importancia, dejando paso a otros sectores como los servicios, la industria y la construcción. Resultó muy importante para la pedanía la instalación de la fábrica de Juver.
La economía de Churra se ha visto modificada en los últimos años al haberse convertido en una importante zona de servicios gracias a la construcción de los dos mayores centros comerciales de la ciudad, Thader y Nueva Condomina, donde se localiza el nuevo estadio de fútbol del Real Murcia.

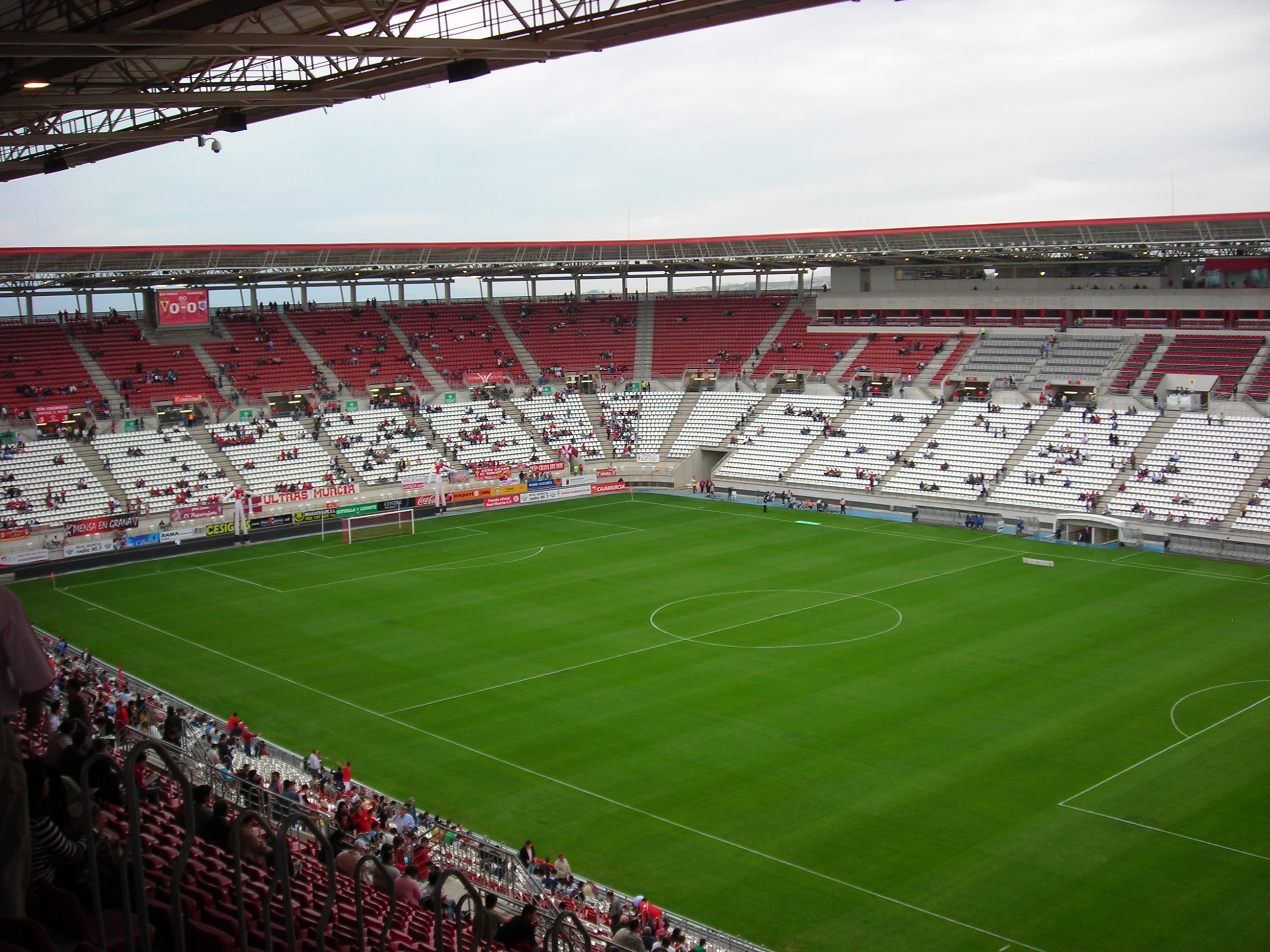
Estadio del Real Murcia, la Nueva Condomina.

Churra está comunicada con Murcia y la Universidad mediante la línea 1 del Tranvía de Murcia y las líneas 44 y 50 de TMP Murcia, así como con Molina de Segura a través la línea 32B de Movibus.

## Demografía actual
Desde los años 1980, la población de Churra comenzó a recuperarse, llegando a tener 3.411 habitantes en 1996. Actualmente tiene más de 8.000 habitantes. La población se concentra en el núcleo urbano de Churra, en El Castellar, en la Senda de Granada y en Torre Alcayna. En el núcleo urbano, los habitantes se concentran en el “Camino de Churra” hasta Cabezo de Torres y la rambla de Churra.
Desde 2001, la pedanía ha visto incrementar considerablemente su superficie construida y sus habitantes con la creación de urbanizaciones como La Ladera, o los nuevos barrios en torno a la avenida Juan de Borbón, como parte de la expansión de la ciudad de Murcia fuera de los límites de su distrito hacia el norte.
| Año        | 2000  | 2001  | 2002  | 2003  | 2004  | 2005  | 2006  | 2007  |
| Habitantes | 2.565 | 2.703 | 2.884 | 3.553 | 3.797 | 4.158 | 4.507 | 4.912 |

## Asociaciones de Vecinos
Churra cuenta con varias asociaciones de vecinos:
- Maximino Muñoz Jiménez es el presidente de la Asociación de vecinos de Rambla de Graso de Churra.
- Además, existe una Asociación de Vecinos de La Vereda de Churra.

## Fiestas
El calendario de Churra cuenta con numerosos eventos tanto religiosos como laicos. La Virgen de la Encarnación es la patrona de esta población huertana y a ella dedican sus fiestas patronales en el mes de junio, con multitud de actos y un espectacular Desfile de Carrozas.
Durante las Navidades ofrece algunos de los mejores actos del municipio de Murcia. Destaca el peculiar Belén instalado en el salón parroquial y ambientado en lugares y tradiciones antiguas del pueblo. Una de las celebraciones más queridas por los ciudadanos es el Auto de los Reyes Magos, cuya antigüedad se remonta al siglo XVIII. Cada tarde del 5 de enero desfila una espectacular Cabalgata de Reyes. Esa misma noche, en la plaza de la Iglesia se asiste a una obra teatral de origen medieval en la que participa todo el pueblo: es el afamado Auto de Reyes de Churra. Es costumbre en Churra festejar el primer domingo de febrero la Festividad de la Candelaria, con una concurrida comida en el campo.
Durante la Semana Santa se celebra el Jueves Santo la Procesión del Cristo del Consuelo. Recorre las antiguas calles más antiguas y tradicionales de la localidad. En mayo destaca la fiesta de San Isidro Labrador. Se celebra sacando en procesión la imagen del santo por las calles del barrio homónimo.

### Fiestas patronales en honor a la Virgen de la Encarnación
Las fiestas de la Encarnación se celebran durante las semana siguiente al primer domingo de junio. Destacan por la celebración de numerosos actos musicales, deportivos y culturales, cuyo momento más importante es el Desfile de Carrozas.

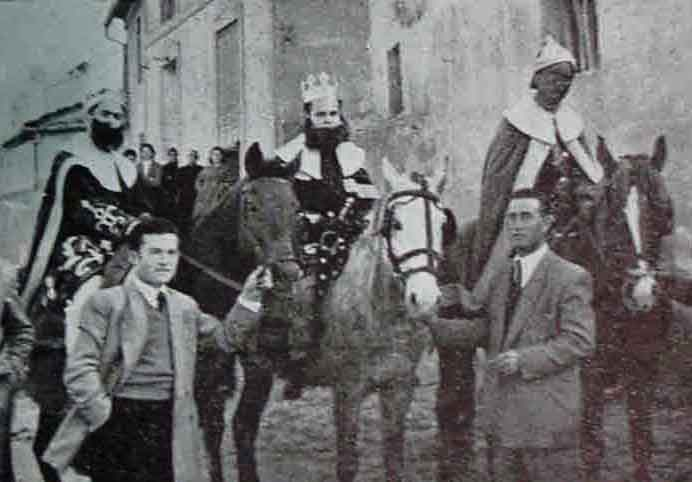
Imagen del Auto de los Reyes Magos de Churra en 1956

El día 11 de junio por la tarde, la cuesta de Piñero de Churra se convierte en un mosaico de color, con el espectacular Desfile de Carrozas, que llega hasta la puerta de la iglesia. El día concluye con una misa y una ofrenda de flores en honor a la Virgen de la Encarnación. Al día siguiente tiene lugar la Procesión de la Virgen de la Encarnación en la huerta churrera.

### Auto de Reyes
El Auto de los Reyes Magos es uno de los más afamados y el más antiguo de la Región de Murcia, celebrándose desde el siglo XVIII. La escenificación se realiza al aire libre y los actores son los propios vecinos del pueblo (Asociación del Auto de los Reyes Magos de Churra). En ella se narra el viaje de los Reyes Magos siguiendo la estrella hasta el Palacio de Herodes y cómo el demonio quiere que el rey mande matar a los niños nacidos y la posterior Adoración de los Reyes Magos.
Inicialmente se representaba a primera hora de la mañana de la Epifanía en la cuesta de Piñero. En la actualidad, se representa el día de víspera de Reyes en la plaza de la Iglesia y el día de Reyes en la plaza Belluga, en la fachada de la catedral de Murcia.